# Course en ligne masculine aux championnats du monde de cyclisme sur route 1998
Navigation
Saint-Sébastien 1997 Vérone 1999
La course en ligne masculine des championnats du monde de cyclisme sur route 1998 a eu lieu le dimanche 11 octobre 1998 à Fauquemont-sur-Gueule, aux Pays-Bas.

## Participation

### Favoris de la course
Un coureur fait figure de grand favori au départ de cette course : l'Italien Michele Bartoli, vainqueur cette année de la Coupe du monde, de Liège-Bastogne-Liège et du Championnat de Zurich. Dominateur tout au long de l'année sur les classiques, c'est le favori logique de la course.

### Principaux coureurs absents
Le n°1 mondial à l'UCI Laurent Jalabert ne participe pas aux championnats du monde et laissera sa place de n°1 mondial à Michele Bartoli à l'issue de la course.

Le tenant du titre Laurent Brochard est également absent.

## Récit
Tour 12/15

Andrea Tafi et Marc Wauters sont seuls en tête. Dans l'ascension du Mont Cauberg, Lance Armstrong provoque la sélection dans le peloton. Il entraîne 11 coureurs avec lui : Michele Bartoli, Oscar Camenzind, Niki Aebersold, Markus Zberg, Peter Van Petegem, Emmanuel Magnien, Michael Boogerd, Udo Bölts, José Vicente García Acosta, Romāns Vainšteins et Raimondas Rumšas. Les 2 hommes de tête sont repris par ce groupe, il y a donc 14 hommes en tête.

Tour 13/15

Markus Zberg fait une chute spectaculaire au pied de l'ascension du Cauberg où Armstrong, Aebersold, Camenzind et Boogerd s'échappent. Au prix d'un bel effort, Michele Bartoli et Peter Van Petegem parviennent à revenir sur ces 4 échappés. Ils sont maintenant 6 en tête, ce sont les 6 coureurs les plus forts de cette course.

Tour 15/15

Oscar Camenzind démarre à 11 km de l'arrivée, quelques secondes avant que Michael Boogerd ne soit victime d'une crevaison. Peter Van Petegem part en contre-attaque, suivi par Michele Bartoli. Les deux hommes ne parviennent pas à revenir sur Oscar Camenzind, qui emporte donc le titre mondial à la surprise générale grâce à son excellente condition physique et son intelligence de course.

## Classement
| #                  | Coureur           | Pays       | Temps           |
| ------------------ | ----------------- | ---------- | --------------- |
| Médaille d'or      | Oscar Camenzind   | Suisse     | 6 h 01 min 30 s |
| Médaille d'argent  | Peter Van Petegem | Belgique   | 23 s            |
| Médaille de bronze | Michele Bartoli   | Italie     | 24 s            |
| DSQ                | Lance Armstrong   | États-Unis | 1 min 08 s      |
| 5                  | Niki Aebersold    | Suisse     | 1 min 09 s      |
| 6                  | Michael Boogerd   | Pays-Bas   | 1 min 10 s      |
| 7                  | Marc Wauters      | Belgique   | 4 min 31 s      |
| 8                  | Andrea Tafi       | Italie     | 4 min 44 s      |
| 9                  | Raimondas Rumšas  | Lituanie   | m.t.            |
| 10                 | Udo Bölts         | Allemagne  | m.t.            |